# フューチャーシティ・ファボーレ

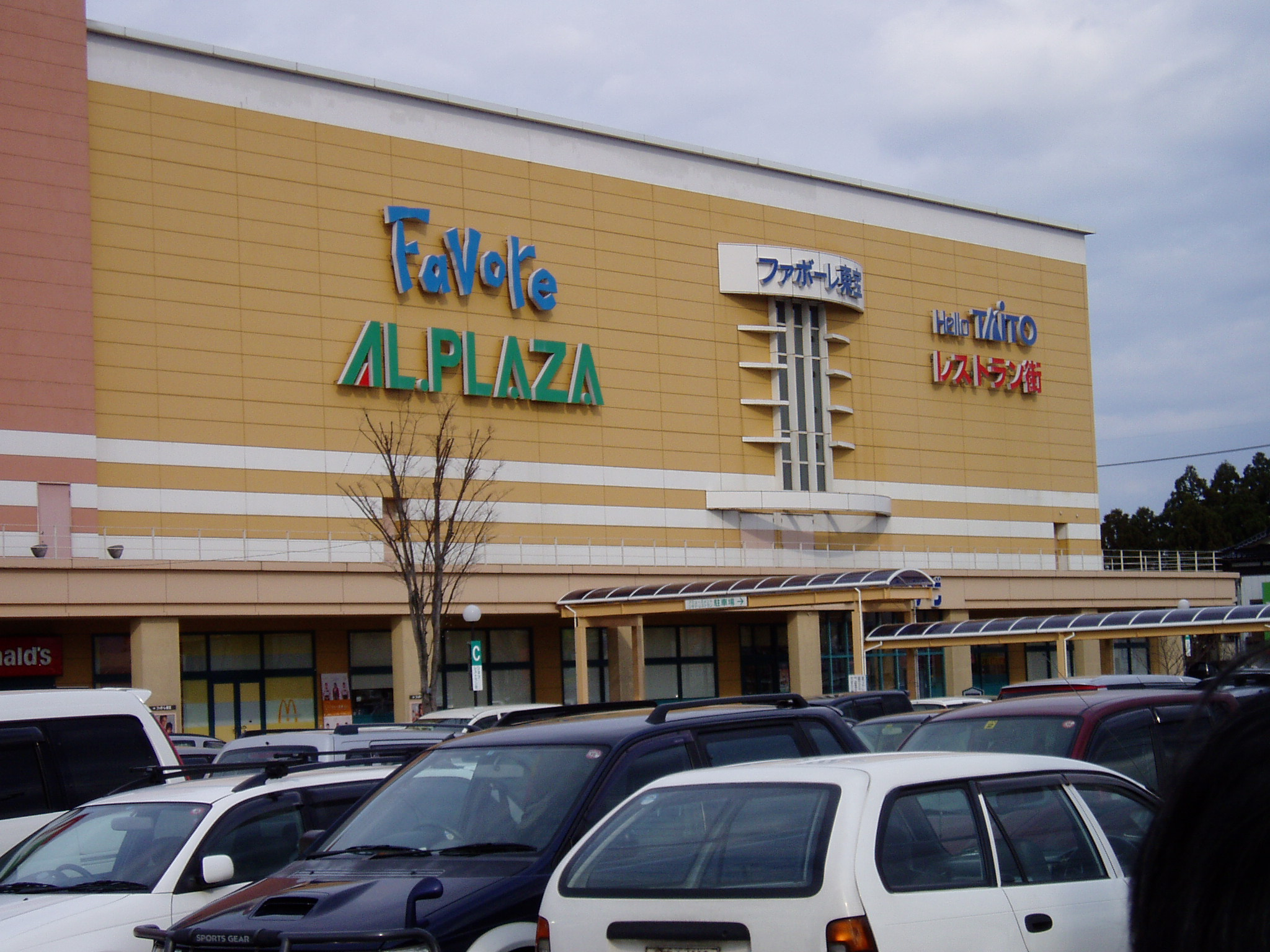
専門店街の外装（開業当初）。現在「ファボーレ東宝」は「TOHO CINEMAS」に、「HELLO TAiTO」は「TAITO STATION」に名称が変更されている。

フューチャーシティ・ファボーレ（英: Favore）は、富山県富山市婦中町下轡田（しもくつわだ）にある平和堂系列のショッピングモールである。通称はファボーレ。また、地名の富山を組み合わせたファボーレ富山も通称で使用される。

## 概要
神通川から西に約1.5km、当時の婦負郡婦中町に1998年（平成10年）8月4日に「フューチャーシティ」の仮称にて建設計画が発表され、同年10月2日に婦中町土地開発公社が開発を許可（当地が市街化調整区域から市街化区域に見直されることを前提としたため）、同年11月より造成工事に着手した。1999年（平成11年）12月1日に本館の起工式が、2000年（平成12年）7月13日にはフューチャーシティ2の起工式が挙行され、同年10月6日グランドオープンした。運営会社は平和堂子会社の富山フューチャー開発。店舗面積37,350m2。オープンから約2年間はこれまで県内最大級であった高岡サティ（当時）を抜き、県内最大の店舗面積であった。2002年（平成14年）9月には高岡市にオープンしたイオン高岡ショッピングセンター（当時、現在のイオンモール高岡）に抜かれるが、県東部では今なお最大級の規模である。
ファボーレの集客力の高さから近隣には複数の大型郊外店が出店している。ココスなどの飲食店やガソリンスタンドが併設されている。かつては、温泉施設「ファボーレの湯」も併設されていた（コロナ禍による客足減少や施設老朽化に伴う更新費が重荷となったため、2023年（令和5年）1月末に閉店。その後、施設は解体された。）。
2019年（令和元年）7月17日、リニューアルオープンは同年10月19日とし、店舗面積は約51,000m2と約1.4倍に拡大、テナント数は、北陸初出店19店、富山県初出店18店を含む86店が新たに出店し、全171店舗となると発表。増床によりフードコートの座席数も350席から900席に拡大し、新たに屋内遊園地も設けられることになった。同年10月19日に既存の本館南側に新館を増設し、リニューアルオープンした。
2024年6月30日、別館にあった北陸三県唯一のコジマの店舗が閉店し、北陸三県でコジマの店舗がゼロになった。

## 主なテナント
現在のテナントの詳細は、公式サイトのショップガイドを参照。
キーテナント
- アル・プラザ富山[1]

主要専門店
- TOHOシネマズ ファボーレ富山（旧ファボーレ東宝）[5][16][17]
- ユニクロ
- H&M[1][2][11]
- ヴィレッジヴァンガード
- 無印良品
- ロフト[1][11]
- アカチャンホンポ[1]
- マクドナルド
- ミスタードーナツ

別棟
- SPORTS DEPO
- DCM
- タイヤ館
- 梅の花

営業時間
- ファボーレ：10:00 - 21:00
- 本館レストラン街：11:00 - 22:00
- 新館「立山フードテラス」：10:00 - 21:00
- BOOKSなかだ：10:00 - 23:00（コロナ禍に伴い10:00 - 22:00に短縮営業、2022年時点）
- TOHOシネマズ ファボーレ富山: 10:00 - 24:00
- タイトーステーション：10:00 - 24:00（土日祝日は9:30 - 24:00）

### TOHOシネマズファボーレ富山（旧：ファボーレ東宝）
本館2階にあるTOHOシネマズ経営（東宝系列）のシネマコンプレックス。10スクリーン／1,713席（車椅子11席）を有する。新作の公開時には、当館において出演者や監督による舞台挨拶が行われる場合がある。
- 2000年（平成12年）10月6日 ：『ファボーレ東宝』（東宝経営／中部興行経営）として開館[3]。
- 2002年（平成14年）3月1日 ：運営が中部東宝へ移管。
- 2006年（平成18年）10月1日 ：経営がTOHOシネマズへ移管。
- 2008年（平成20年）3月1日 ：運営がTOHOシネマズへ移管。
- 2009年（平成21年）6月13日 ：『TOHOシネマズファボーレ富山』に改称してリニューアルオープン。

## 交通アクセス
自動車
- 北陸自動車道富山ICより約8分。

鉄道
- 西日本旅客鉄道（JR西日本）高山本線 速星駅より徒歩約15分。

路線バス（公式サイトのバス時刻表も参照）
- 富山駅前バスターミナル（南口）6番乗り場より富山地方鉄道バスで約20分。
  - 「萩の島」行き・「ファボーレ経由速星」行き（土日祝日のみ運行）で「ファボーレ前」バス停下車。
  - 「山田行政センター」行き・「国立富山病院」行き・「八尾鏡町」行きで「宮ヶ島」バス停下車。